# Calophyidae
Calophyidae Vondraček, 1957, è una famiglia di insetti appartenente all'ordine dei Rincoti Omotteri, superfamiglia Psylloidea.

## Descrizione
Gli adulti sono simili a piccole cicale, con corpo lungo 2-6 mm, capo tendenzialmente largo quanto il pronoto e torace arcuato e robusto.
Il capo porta antenne relativamente brevi composte in genere da 10 articoli, leggermente clavate. Nella maggior parte delle specie, il terzo articolo è particolarmente sottile e allungato. I coni frontali possono essere di vario sviluppo, ma in Calophya, il genere più rappresentativo, sono corti.
Le ali sono membranose e di varia forma, ripiegate a tetto in posizione di riposo. La morfologia della nervatura dell'ala anteriore è sostanzialmente simile a quella degli Psyllidae. È presente uno stretto pterostigma sul margine costale; la costa è fusa con la subcosta e presenta una frattura prima dello pterostigma. La nervatura basale si biforca in due rami: quello anteriore costituisce la radio, quello posteriore si biforca a sua volta nella media e nella cubito. Marcatamente sviluppata è la cellula Cu1a. Le zampe hanno tarsi composti da due segmenti e quelle posteriori sono atte al salto.

## Biologia
Le specie di questa famiglia sono principalmente associate a piante della famiglia delle Anacardiaceae e, in misura minore, ad altre famiglie delle Sapindales e le neanidi, quando conosciute, provocano la formazione di galle a forma di fossetta, in cui si insediano.

## Distribuzione
I Calophyidae sono diffusi prevalentemente nella regione neotropicale e nella regione orientale, con alcune specie che spingono il loro areale alle regioni temperate dell'emisfero boreale e all'Australia. In Europa è diffusa la sola specie Calophya rhois, la cui presenza è citata anche nella penisola italiana.

## Sistematica
La famiglia comprende circa 90 specie ripartite fra meno di 10 generi. Il genere più rappresentativo, per numero di specie e diffusione, è Calophya, nel quale si identificherebbero anche altri generi citati in letteratura:
- Calophya (syn. Holotrioza, Pelmatobrachia, Microceropsylla, Paracalophya, Neocalophya)
- Pseudoglycaspis
- Cecidopsylla
- Mastigimas
- Telmapsylla